# Imtiyazat
Imtiyazat (derivat del turc Imtiyaz que vol dir concessió) són les capitulacions o privilegis comercials acordats pels governs musulmans a potències cristianes. Incloïen per als comerciants la seguretat general, els drets testamentaris, llibertat de culte i funerals segons el costum, dret de reparar vaixelles, d'adquirir provisions, ajut contra els corsaris, queixes al cap de la comunitat musulmana. Si tenien extraterritorialitat incloïen jurisdicció consolar, diverses exempcions i abolició de la responsabilitat col·lectiva.
Els primers cònsols foren establerts pels estats mercantils italians als segles xii i xiii. El primer cònsol fou enviat per Venècia a Egipte el 1238 amb l'encàrrec de protegir els seus nacionals i regular els conflictes entre comerciants. A partir del segle xiv i sobretot al XV quan l'Imperi Otomà va tenir una gran expansió, els ambaixadors occidentals a Constantinoble foren complementats amb cònsols a altres ciutats. El 1528 França va ser autoritzada a enviar un cònsol a Alexandria (Egipte), ja possessió otomana. Aquest dret es va estendre per tractat a altres ciutats el 1535; es van obrir consolats a la costa de Llevant; el 1557 un consolat francès es va obrir a Alep. Drets similars els va rebre Anglaterra el 1580, entre 1606 i 1615 l'emperador d'Alemanya, i en els anys següents Venècia, Països Baixos i Suècia. Rússia no va gaudir del dret fins al 1774.
Els drets del comerciants foren regulats per capitulacions. Al segle xviii els cònsols van adquirir més drets.
Després del 1862 l'Imperi Otomà va procurar eliminar les capitulacions que progressivament es van abolir o els estats afectats hi van renunciar.